# Mathilde von Vianden
Mathilde von Vianden (auch Mechtild von Vianden) († 1253) stammt aus dem Adelsgeschlecht Vianden. Sie war Tochter von Graf Friedrich III. (Vianden).
Sie war in erster Ehe mit dem Grafen Lothar I. von Are-Hochstaden verheiratet. Sie hatten folgende Kinder:
- Lothar II. († 1237 oder 1242), ⚭ Margaretha von Geldern
- Konrad († 18. September 1261), Erzbischof von Köln
- Friedrich († 1265)
- Aleidis (geistlich)
- Elisabeth, ⚭ Eberhard von Hengebach
- Mechthild († nach 1243), ⚭ I mit Konrad von Müllenark; ⚭ II mit Heinrich III. von Isenburg
- Margareta († nach 1314), ⚭ Adolf IV. Graf von Berg

In zweiter Ehe war Mathilde mit dem Grafen Heinrich von Duras und Loos verheiratet. Aus dieser Ehe hatte sie eine Tochter:
- Imaine, Abtissin von Salzines und Flines

| Personendaten    | Personendaten         |
| ---------------- | --------------------- |
| NAME             | Mathilde von Vianden  |
| ALTERNATIVNAMEN  | Mechthild von Vianden |
| KURZBESCHREIBUNG | Adlige                |
| GEBURTSDATUM     | um 1207               |
| STERBEDATUM      | 1253                  |